# Адамівська школа козацько-лицарського виховання (Адамівська Січ)

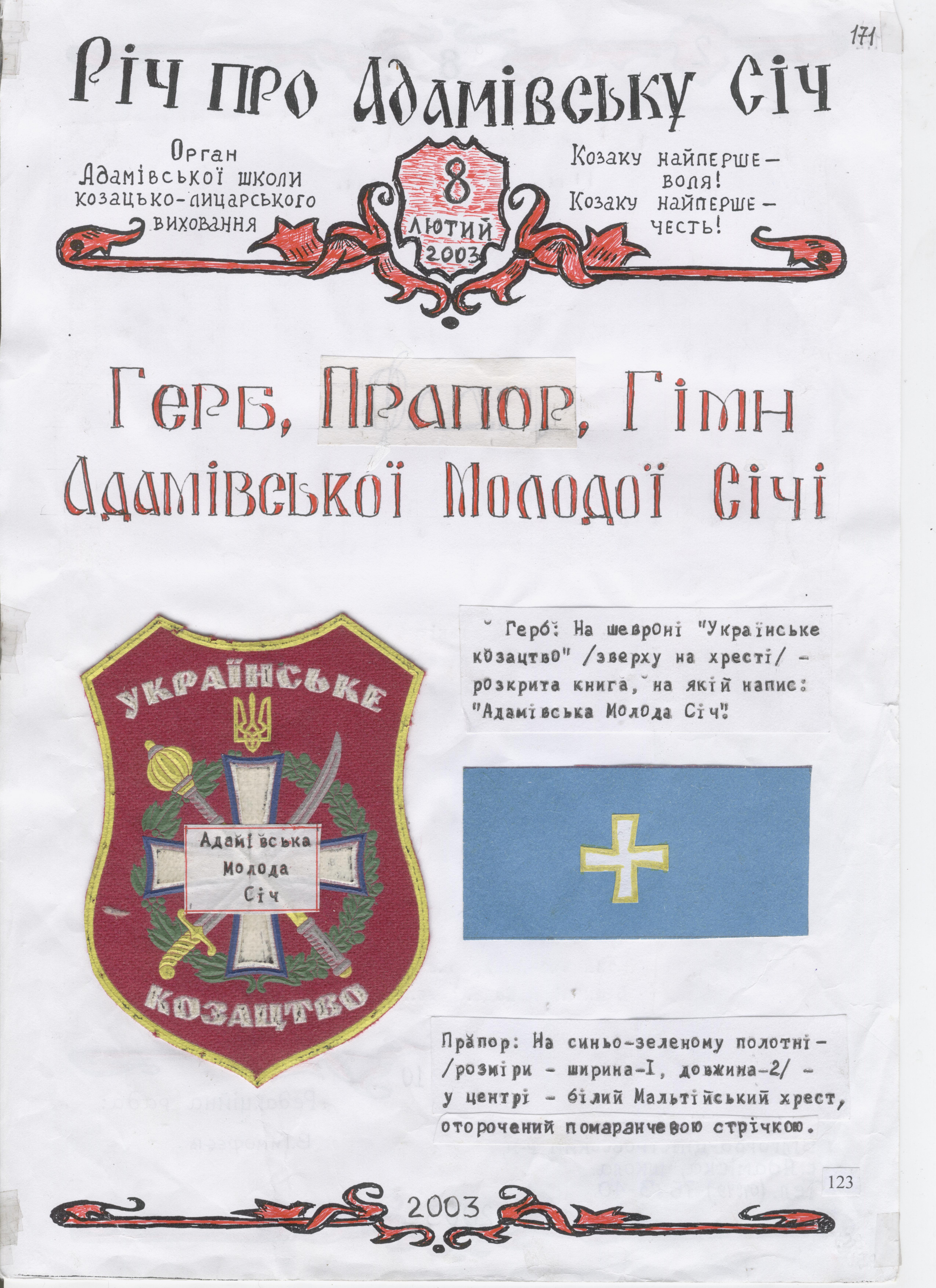
Герб, Прапор Адамівської Молодої Січі.

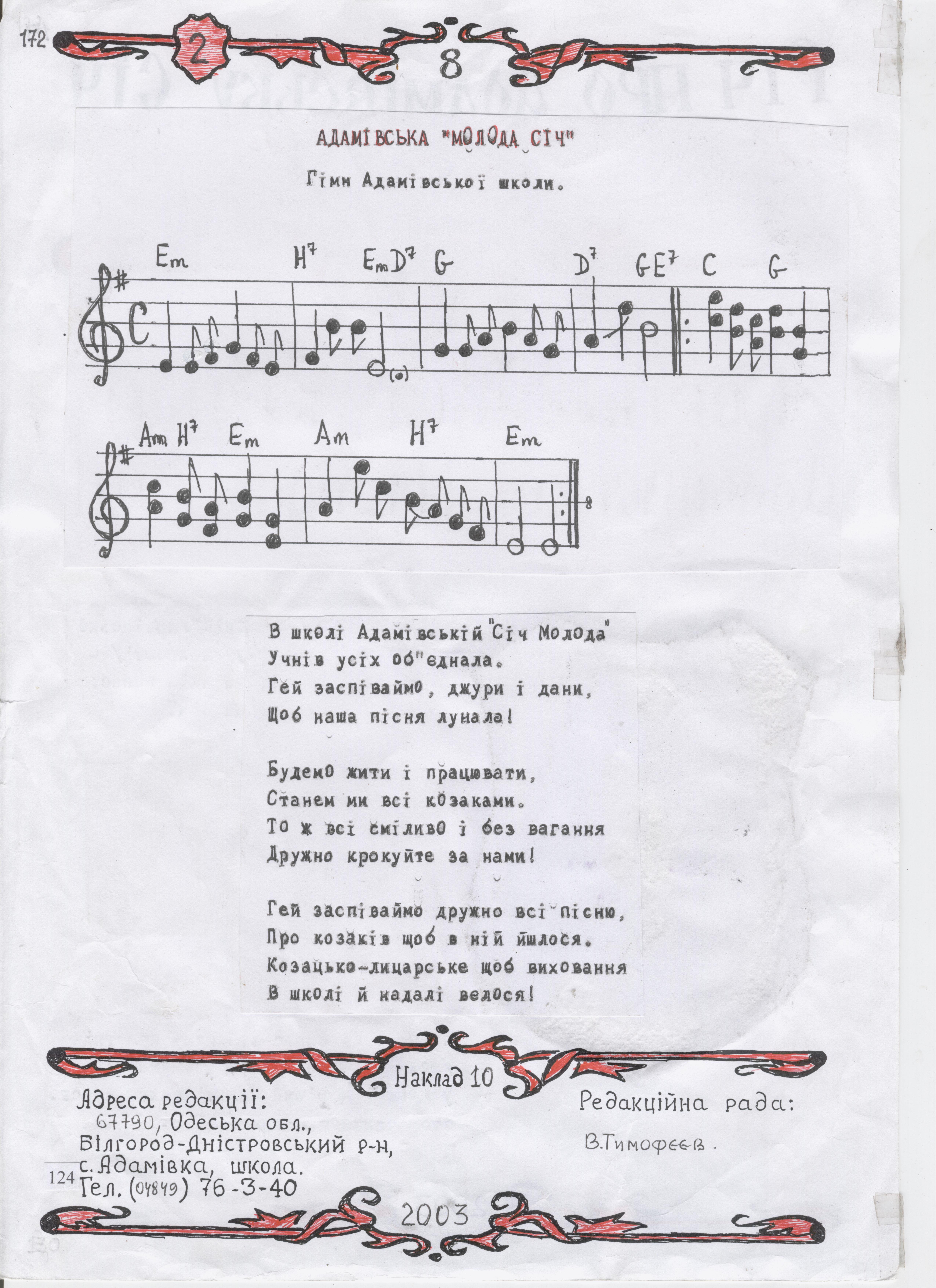
Гімн Адамівської Молодої Січі.

Адамівська школа козацько-лицарського виховання — громадський (на базі загальноосвітньої школи) навчально-виховний заклад нового типу в селі Адамівка, Білгород-Дністровського району Одеської області, покликаний дати учням додаткову козацько-лицарську освіту.

## Історія
Адамівська школа козацько-лицарського виховання перші роки існувала як неформальна організація (1991—1993 — школа «Джура»; 1994—1997 — школа джур та дан; 1998—1999 — школа козацького виховання) і входила до структури Українського козацтва (Адамівський Осередок Козацтва).
У 2000 році школа отримала офіційний статус школи козацько-лицарського виховання (газета «Сільська школа» — Київ — № 5, 20 серпня 2000; журнал «Наша школа» — Одеса — № 5-6, вересень-грудень 2000) та зареєстрована Адамівською сільською радою 08.02.2000 року (довідка № 10 від 28.02.2000); її модель шкільного самоврядування була визнана кращою в Україні (журнал «Наша школа» — Одеса — № 2, березень-квітень 2002; газета «Освіта» — Київ — № 52, 6-13 листопада 2002).
В 2007 році школа була занесена до реєстру навчально-виховних закладів Білгород-Дністровського району (разом із Долинівською та Салганською школами) — як школа козацько-лицарського виховання та входить до структури ГО Буджацьке козацтво.

## Педагогічний колектив
Адміністрація — Тимофєєв Валерій Якович, Лавриненко Павліна Михайлівна, Гриценко Валентина Никифорівна; учителі старших класів — Буравицька Раїса Миколаївна, Малькова Маргарита Сергіївна, Солов'єнко Олександра Леонідівна, Граждан Катерина Михайлівна, Тимофєєва Світлана Семенівна, Галицька Наталія Павлівна, Катющева Тамара Валентинівна, Вронська Валентина Миколаївна, Піштіган Олена Анатоліївна, Тимофєєва Світлана Валеріївна; учителі початкових класів — Лавриненко Лідія Марківна, Корженко Інна Іванівна, Золотовська Тамара Іванівна, Подолько Алла Михайлівна, Воронова Діана Михайлівна, Лавриненко Інна Павлівна, Козубенко Тамара Іванівна, Скригулець Надія Григорівна.

## Концепція діяльності

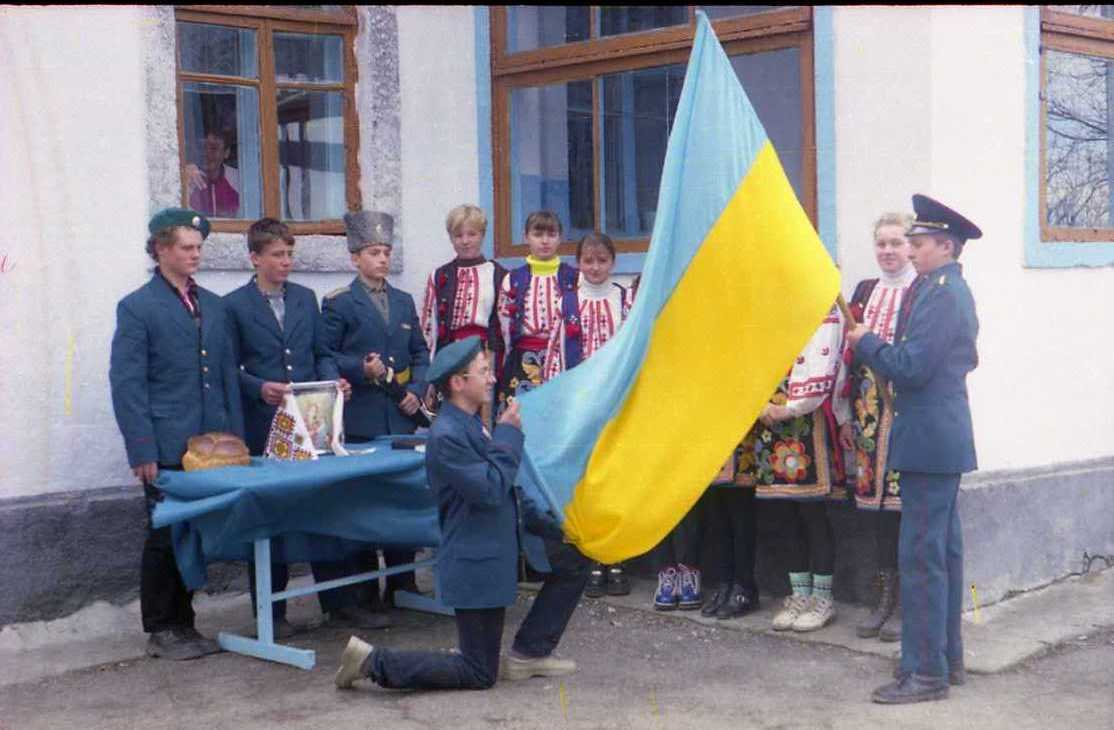
Ритуал посвяти в джури. Державний Прапор України.

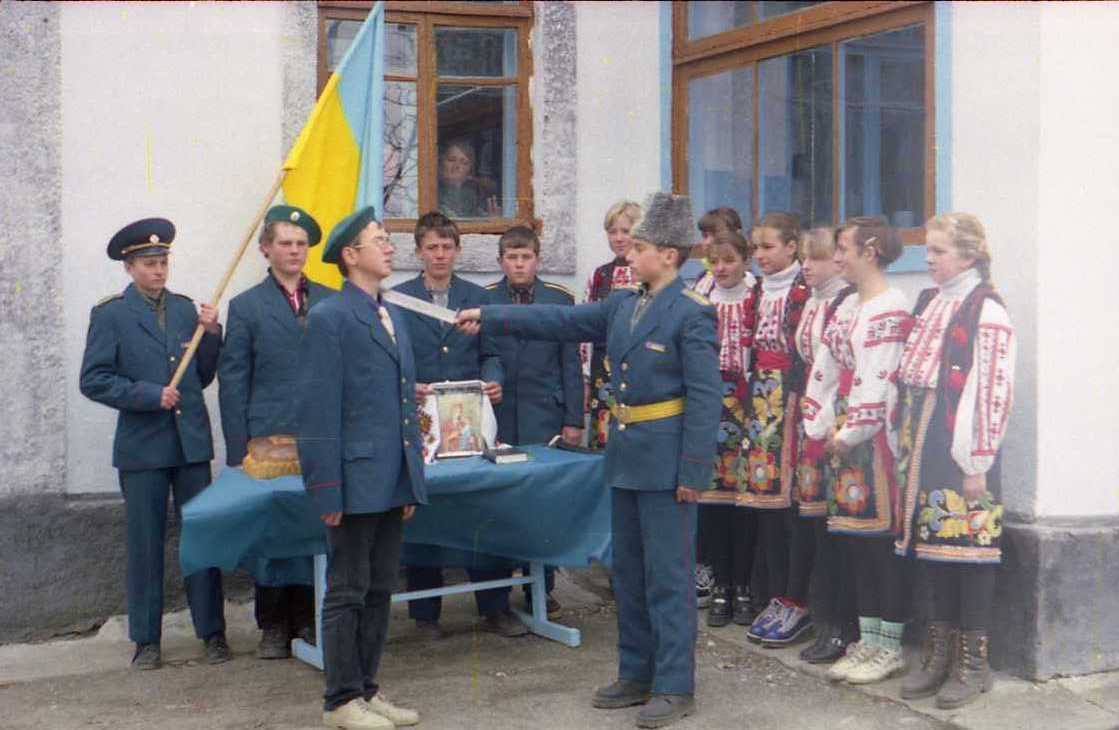
Ритуал посвяти в джури. Козацька зброя.

Концепція гарту козака та берегині звертає увагу на виховний потенціал Кодексу буття Українського козацтва, куди входять Кодекс лицарської честі, Кодекс лицарської духовності та Заповіді милосердя. Впровадження в виховну роботу вимог Кодексів забезпечує формування та виховання такого духовного стану молоді — молодих громадян України, козаків, яке в народі збереглося як розуміння козацького духу, того особливого соціального положення українського козацтва в суспільстві, яке слугувало опорою народу і державі протягом віків.
Вважається (на основі аналізу наукових, періодичних видань та Інтернет-ресурсів з педагогіки, соціальної педагогіки), що впровадження в практику роботи педагогічних колективів запропонованої моделі школи — як основного інституту соціального виховання дитини (та дитячої козацької організації в ній у формі рою, чоти, куреня і учнівського самоврядування у формі Січі) — може задовольнити потребу держави у вихованні активних національно свідомих громадян, а форми і методи їх роботи є цікавими для школярів та корисними для їх всебічного розвитку.

## Структура
1. Родинно-дошкільний гарт козаченяти та леліняти (діти до 6 років) здійснюється через роботу з батьками дошкільнят та введенням спеціальних курсів до програм дитячого садка.[12]
2. Родинно-шкільний гарт козачати та лелі (діти 6-9 років), джури та дани (діти та підлітки 10-13 років), молодика (молодого козака) та берегині (юнаки та юнки з 14 років) проводиться у формі навчально-виховного закладу козацько-лицарського гарту: А/ класна робота за рахунок варіативної частини навчального плану з основних дисциплін козацько-лицарського гарту, Б/ позакласна робота за рахунок годин гуртків, у формі Козацької республіки (одна з форм самоврядування учнівського колективу) та класних козацьких загонів, В/ позашкільна робота у формі діяльності дитячо-юнацької організації «Молода Січ» Українського козацтва.[13]
3. Громадсько-родинний гарт молодика та берегині (молодь з 14 років) здійснюється через діяльність куренів Українського козацтва та жіночої громади Українського козацтва, роботи Центру, клубів та ін. козацького спрямування.[14]
4. Громадсько-родинний таборовий гарт козака та козачки (молодика та берегині, джури та дани, козача та лелі) на всіх етапах козацького гарту (в тому числі й у «вишах») здійснюється через систематичний фізичний, психологічний, трудовий, морально-духовний вишкіл.[15]

## Виховна система
Виховна система школи (козацька педагогіка) спирається на владу спільності: взаємодопомога, відчуття іншого, підкорення спільно обраним законам. Ніхто не має права образити іншого, бо дістане відсіч від усього дитячого гурту. Ніхто не може порушити закони життя класу, школи — цього йому не дозволять. Стриманість, ввічливість, повага до старших, міра в одязі, відповідальність за виконання своїх обов'язків упевнено увійшли в життя Молодої Січі — братства Адамівських козачат.
Практика роботи школи козацько-лицарського виховання свідчить, що поглиблення і примноження козацько-лицарських традицій в сучасних умовах сприяє нарощенню зусиль державотворчого спрямування, піднесенню духовності як кожної особистості зокрема, так і всієї громади, суспільства в цілому…
Адамівська школа козацько-лицарського виховання сьогодні демонструє стабільність, респектабельність, надійність та відданість ідеї козацько-лицарського виховання.

## Галерея

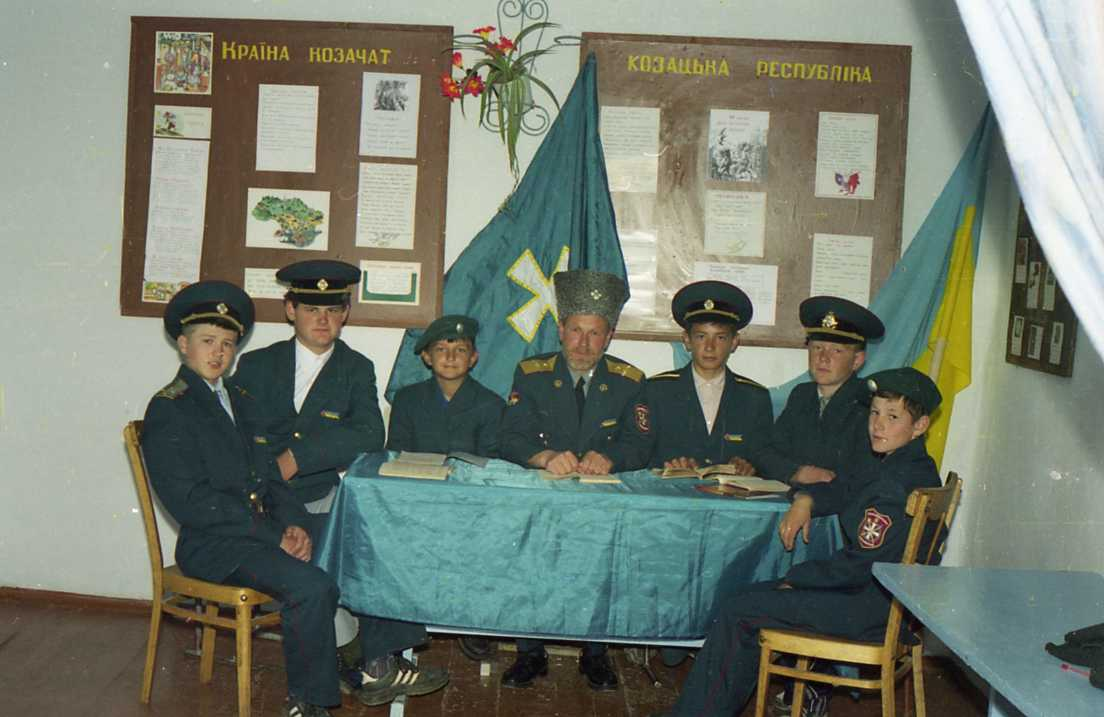
Рада джур. Хлопчача рада школи
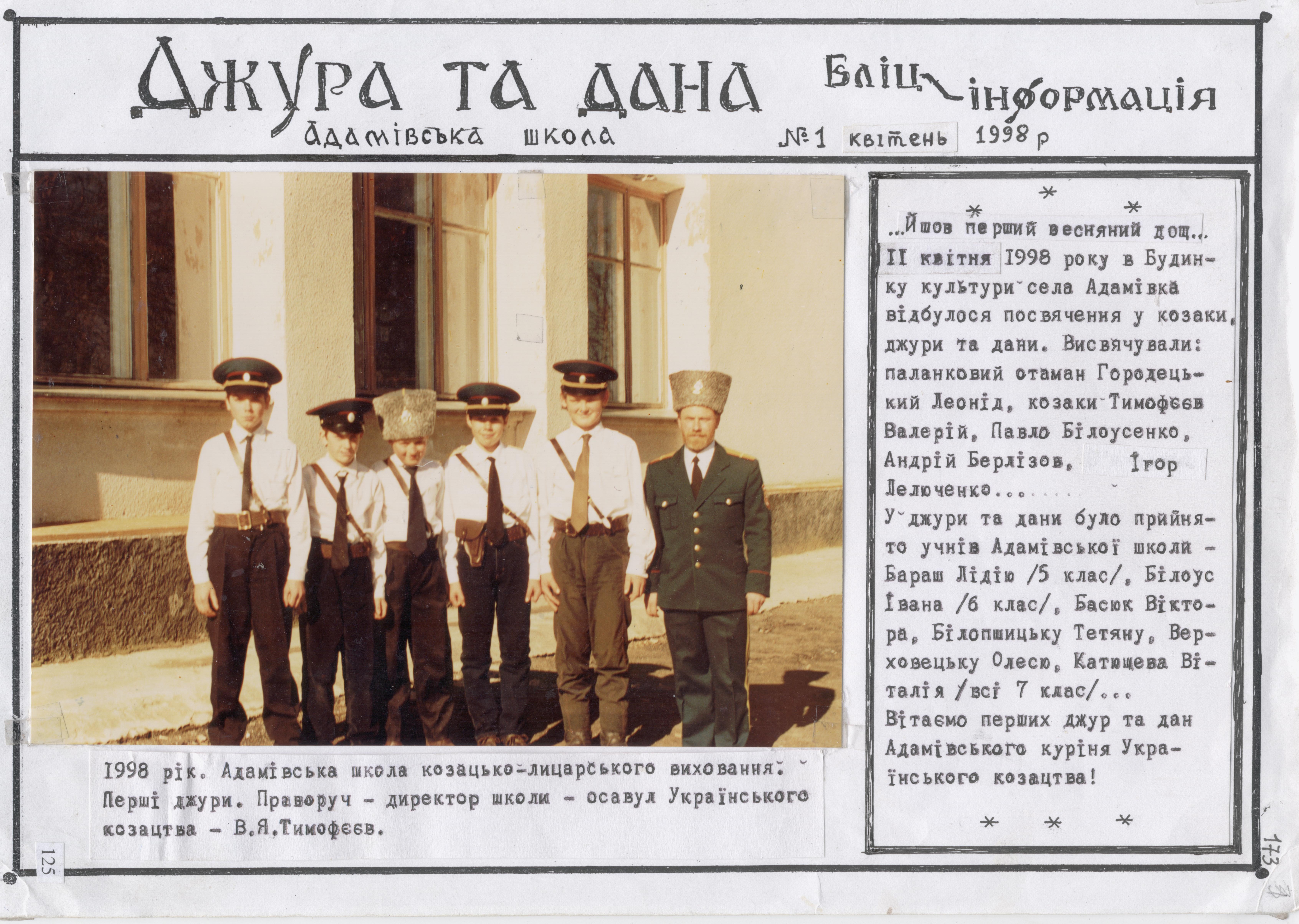
Перші джури школи
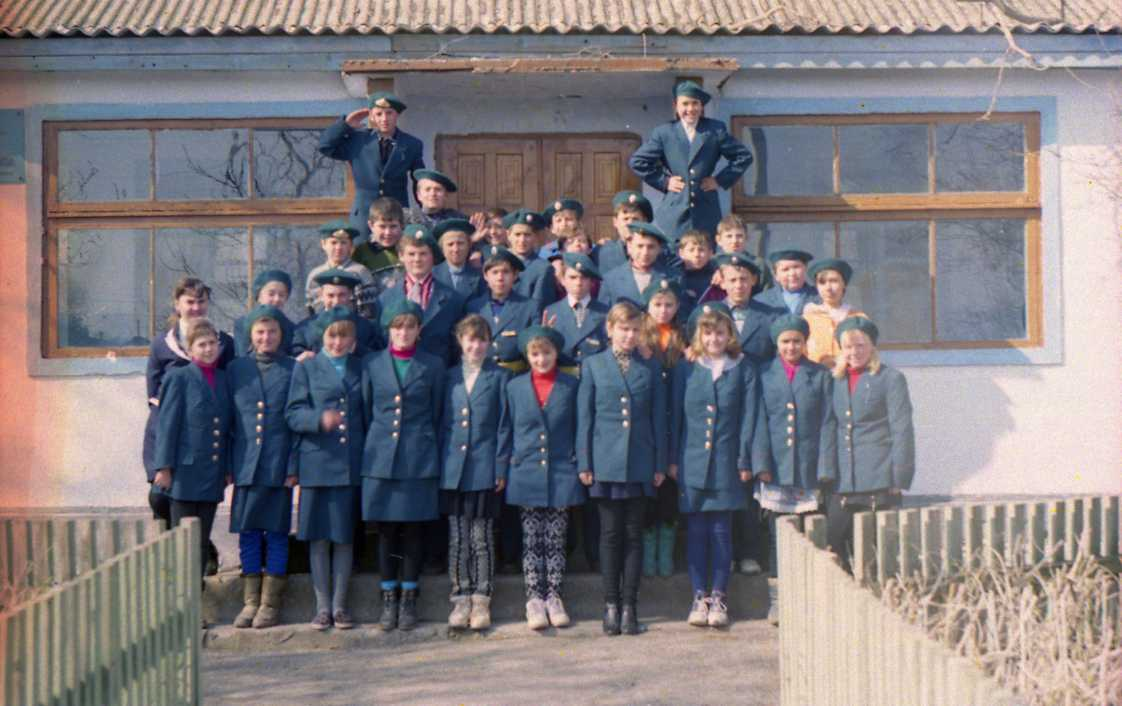
Джури та дани отримали новий однострій.
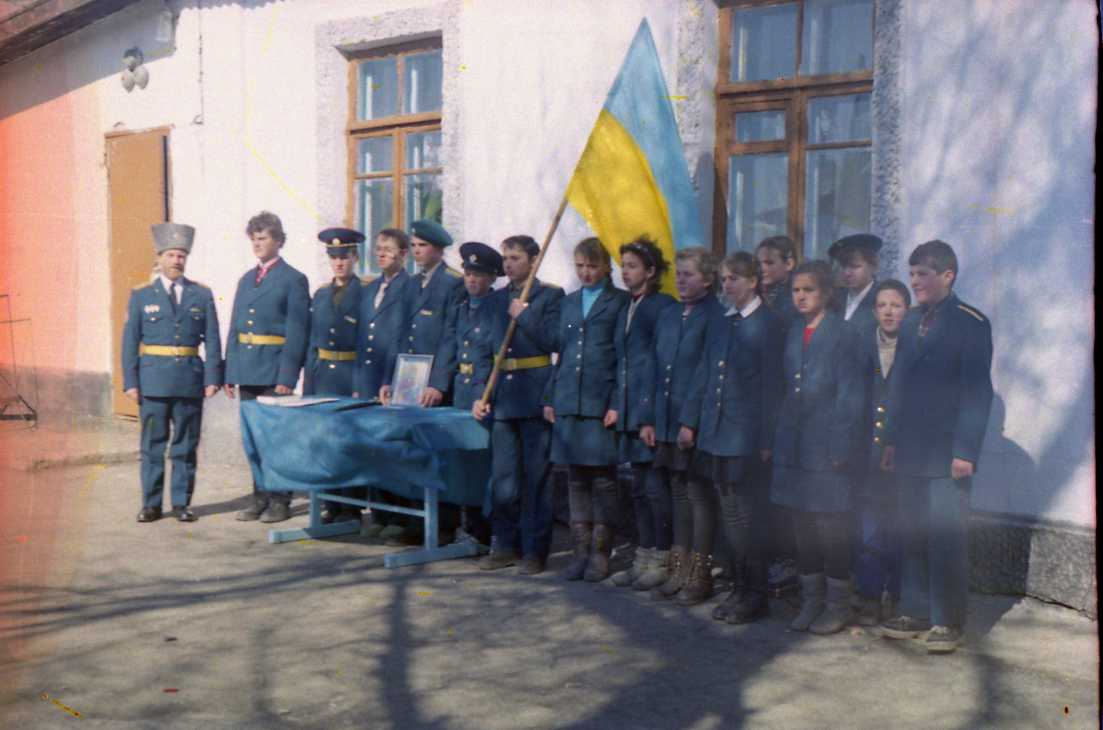
Перший курінь Українського козацтва
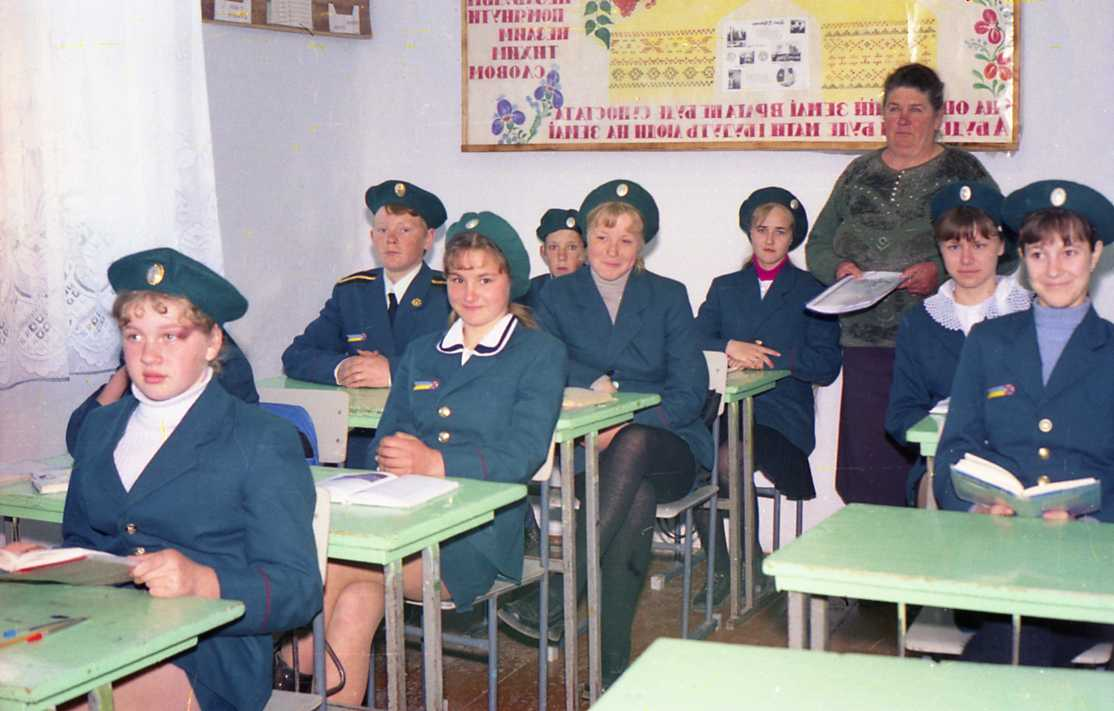
Урок історії українського козацтва
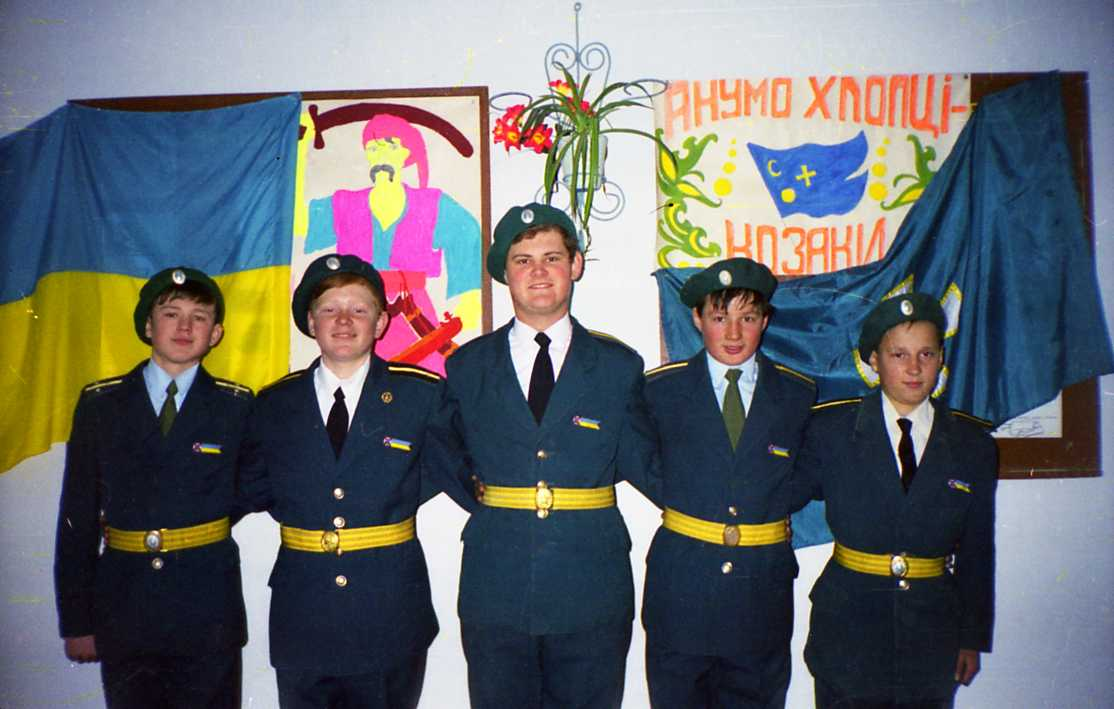
Отамани класних козацьких загонів
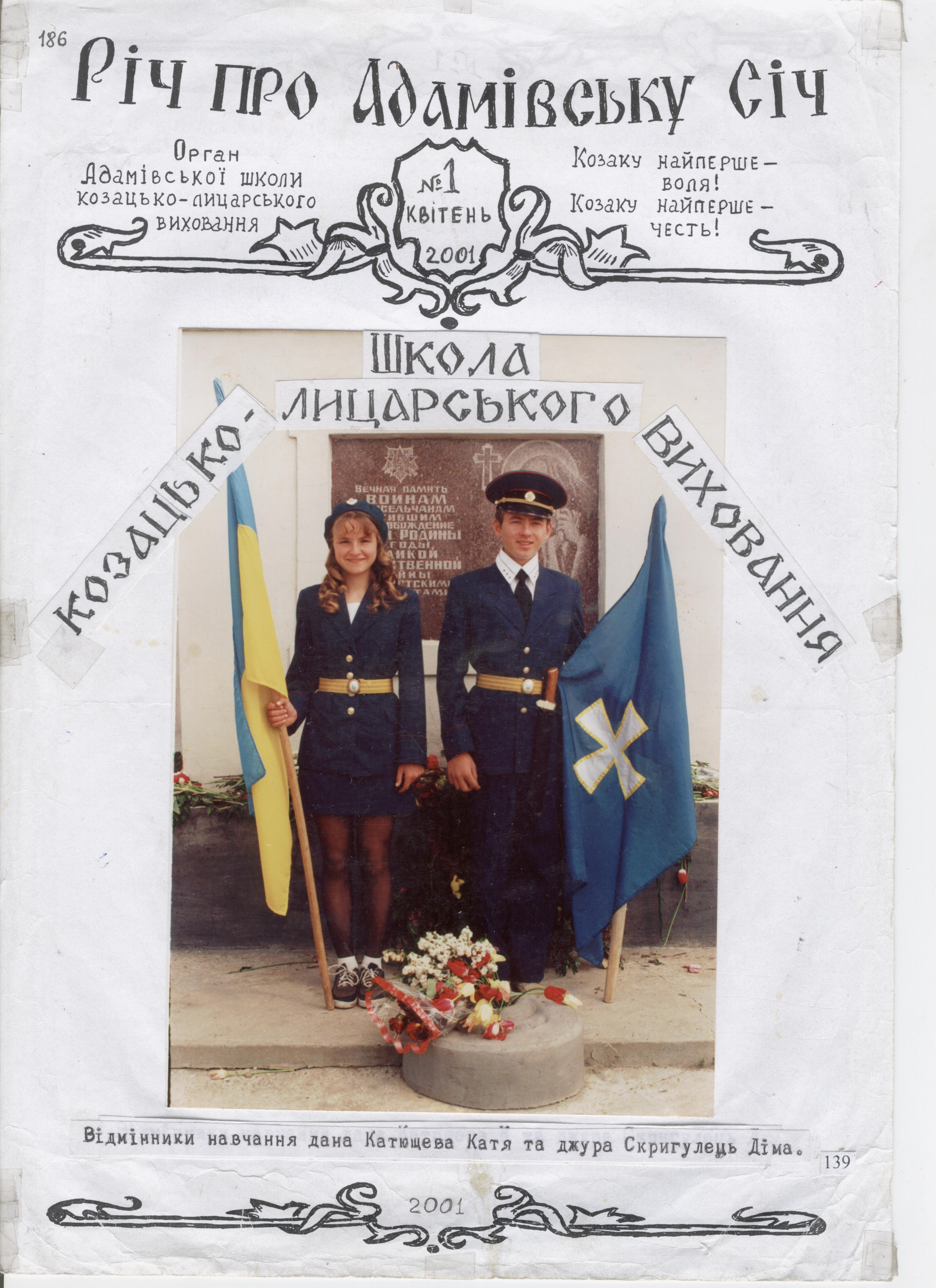
Перший номер газети «Річ про Адамівську Січ»
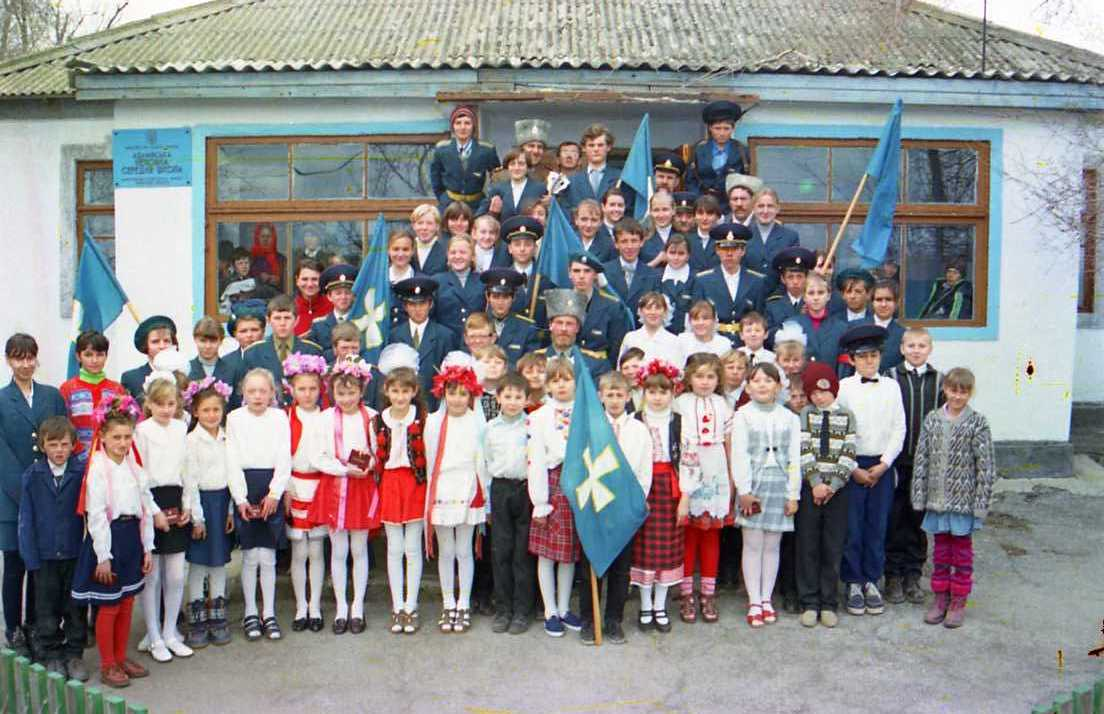
Джури та дани Адамівської школи козацько-лицарського виховання з козаками Буджацького козацтва.
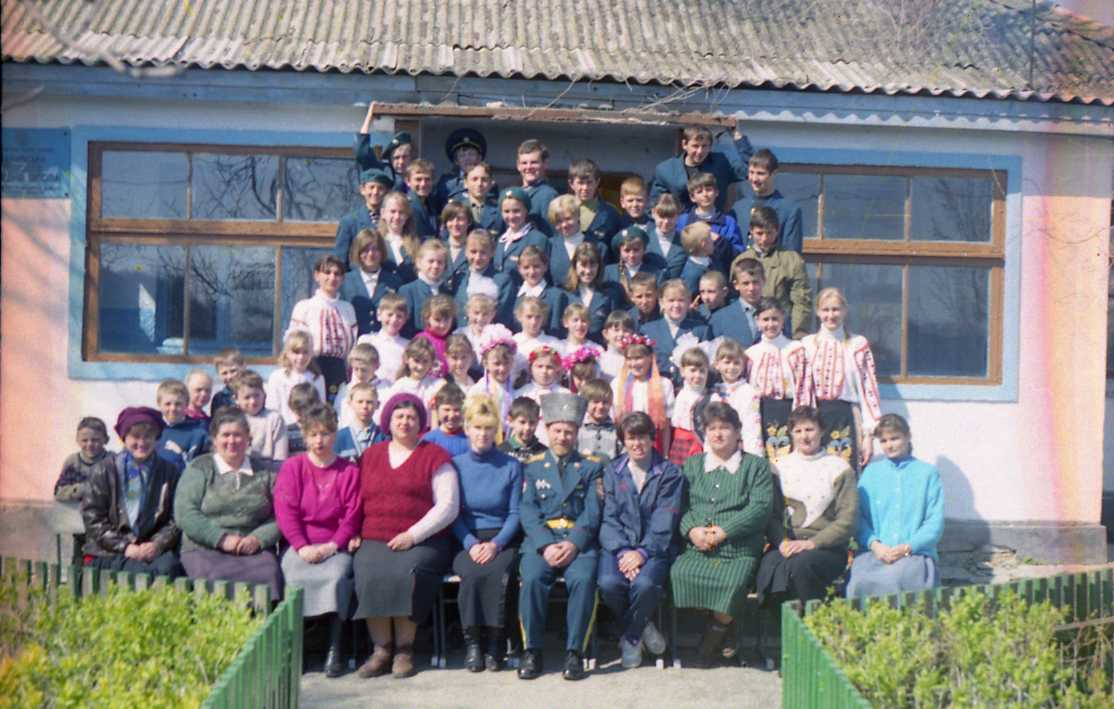
Колектив школи
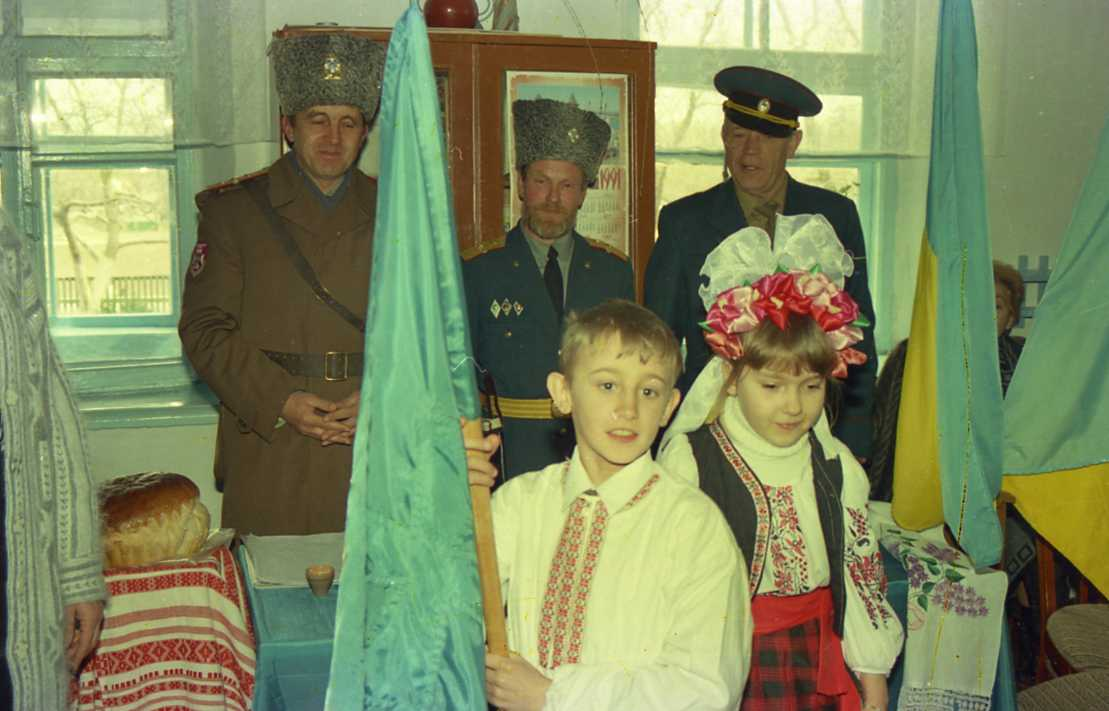
Козача Лавриненко Віталій та леля Вронська Вікторія отримують від козаків загоновий прапор
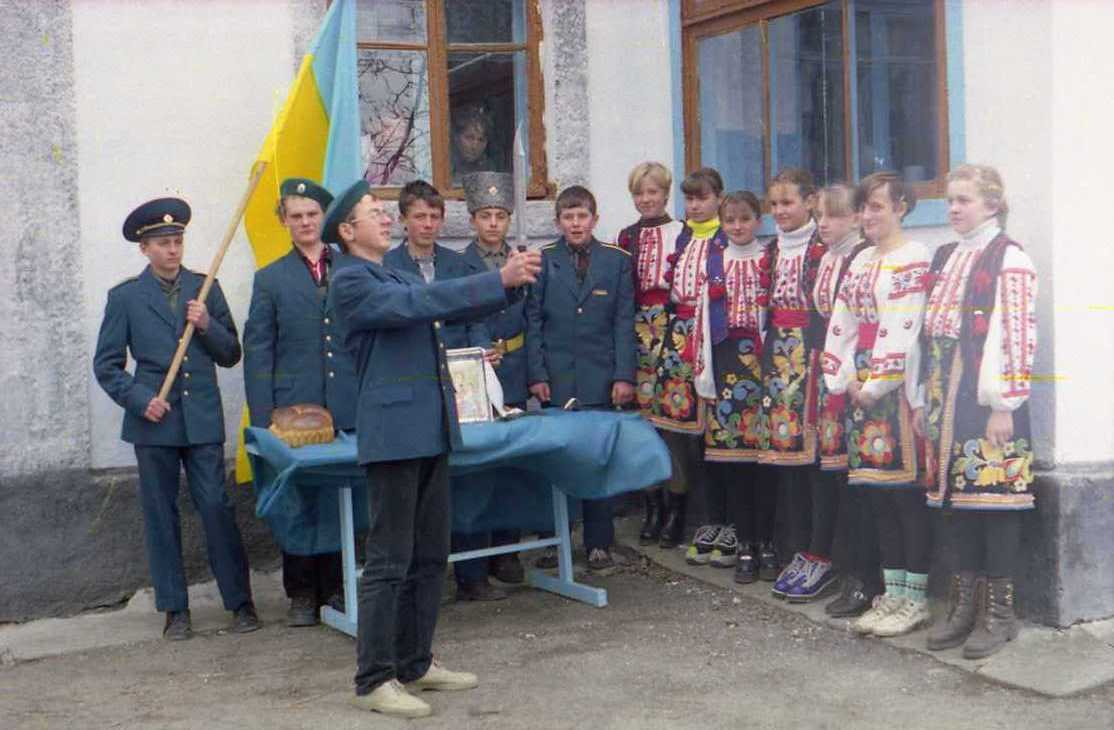
Ритуал посвяти в джури. Обіцянка на козацькій зброї.
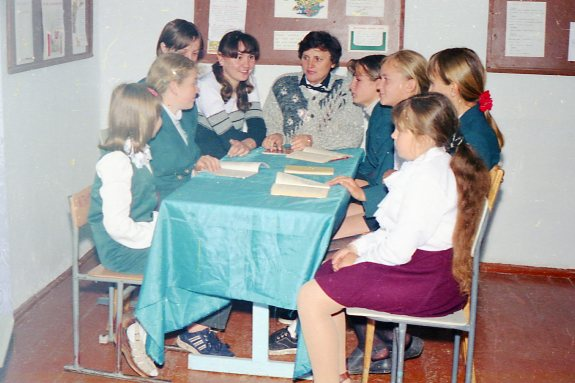
Рада дан. Дівчача рада школи.
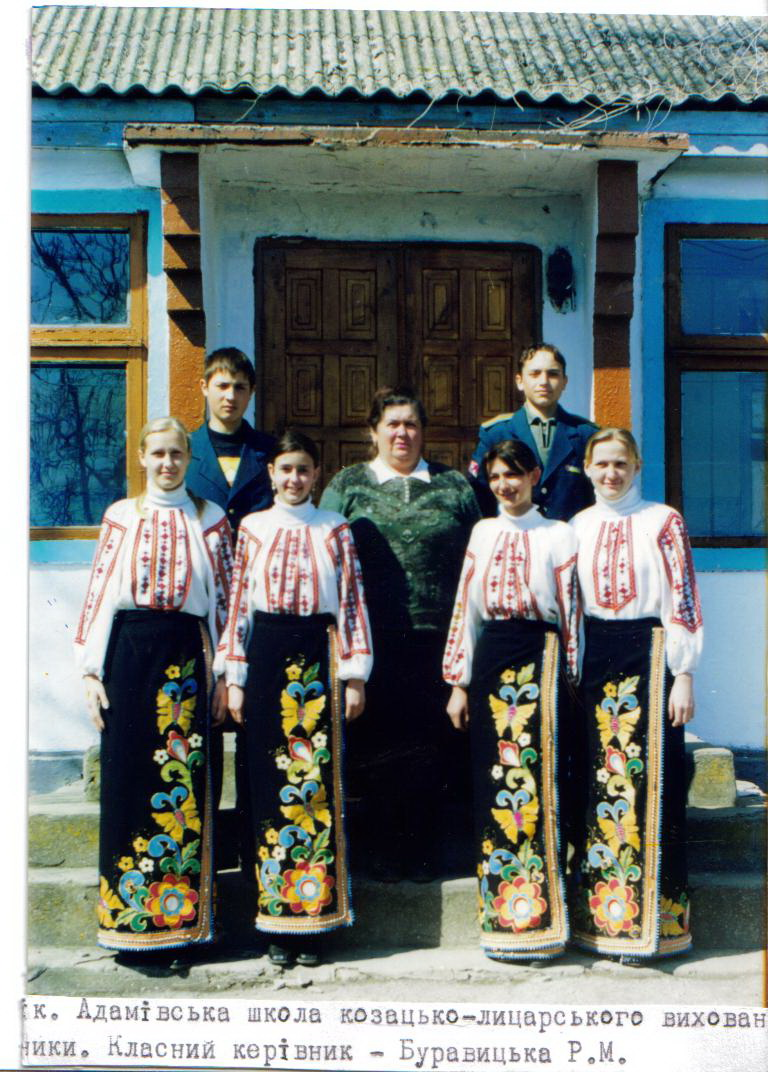
Перший випуск Адамівської школи козацько-лицарського виховання.
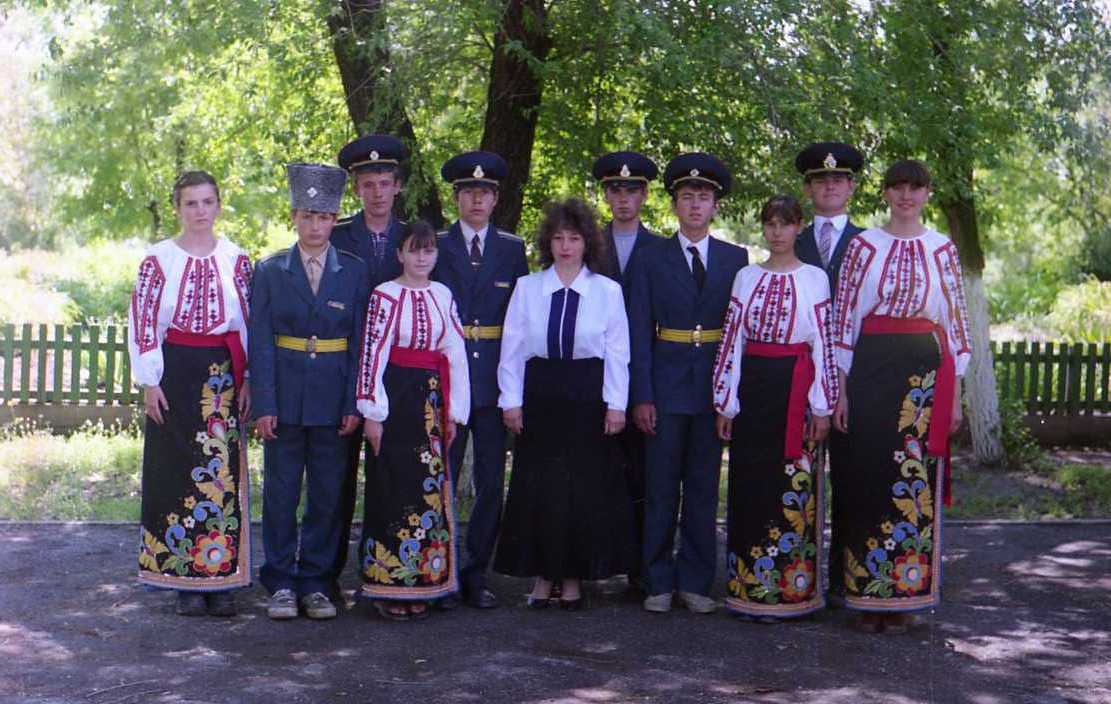
Другий випуск Адамівської школи козацько-лицарського виховання.
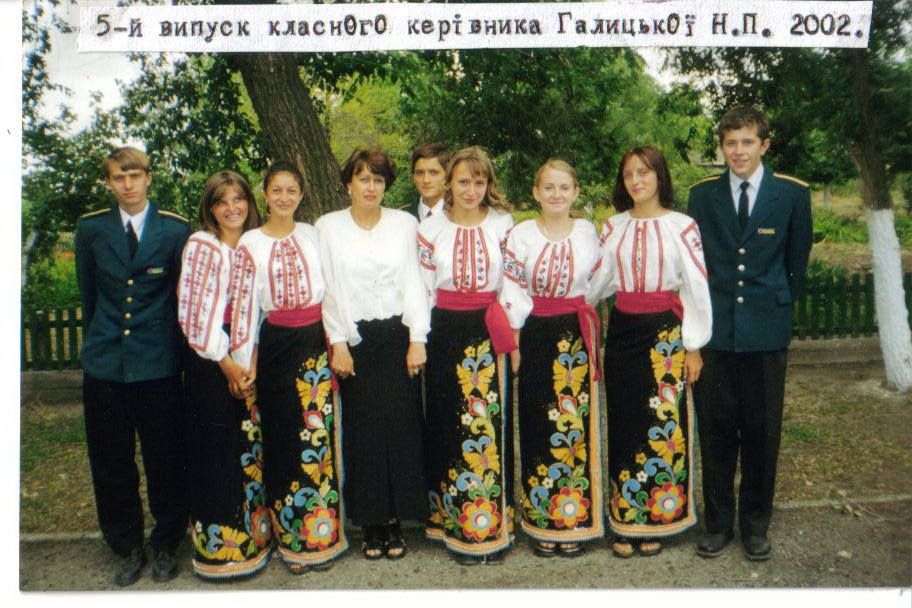
Третій випуск Адамівської школи козацько-лицарського виховання.
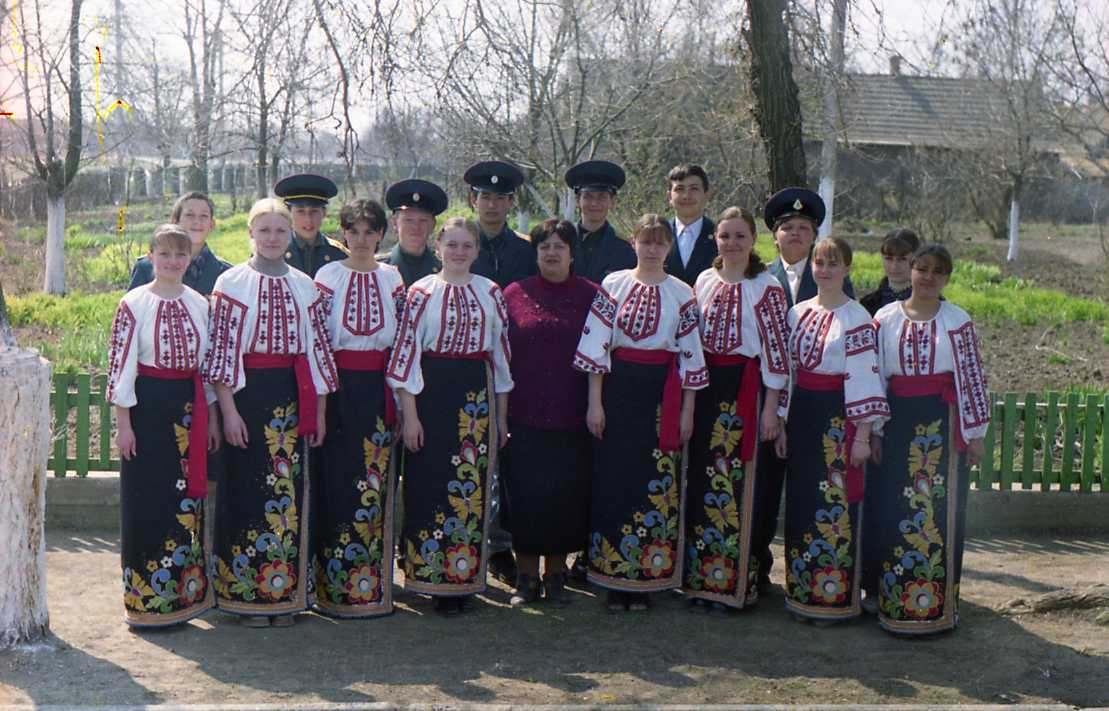
Четвертий випуск Адамівської школи козацько-лицарського виховання.
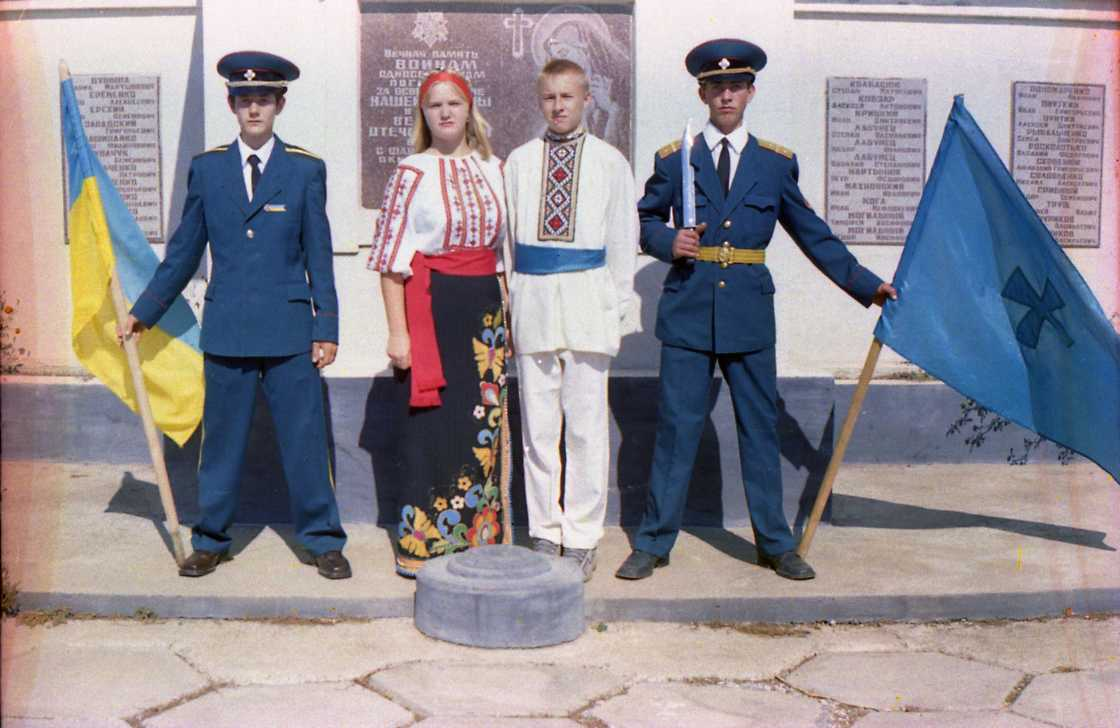
Представники п'ятого випуску Адамівської школи козацько-лицарського виховання.
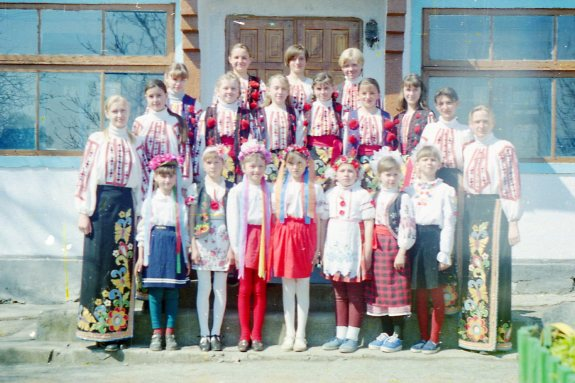
Лелі, Дани та Берегині Адамівської школи козацько-лицарського виховання.